# Arzberg (Porzellanmarke)
Arzberg (Ausspracheⓘ) ist eine im späten 19. Jahrhundert gegründete deutsche Porzellanmarke. Seit 2013 gehört sie zur Sambonet Rosenthal Group. Sie wurde 1887 eingetragen und verband sich mit der Porzellanfabrik in Arzberg (Oberfranken), die von 1881 bis 2000 existierte. Von 2003 bis 2013 bestand die selbständige Arzberg Porzellan GmbH mit Werk in Schirnding. 2024 wurde die Marke eingestellt. 

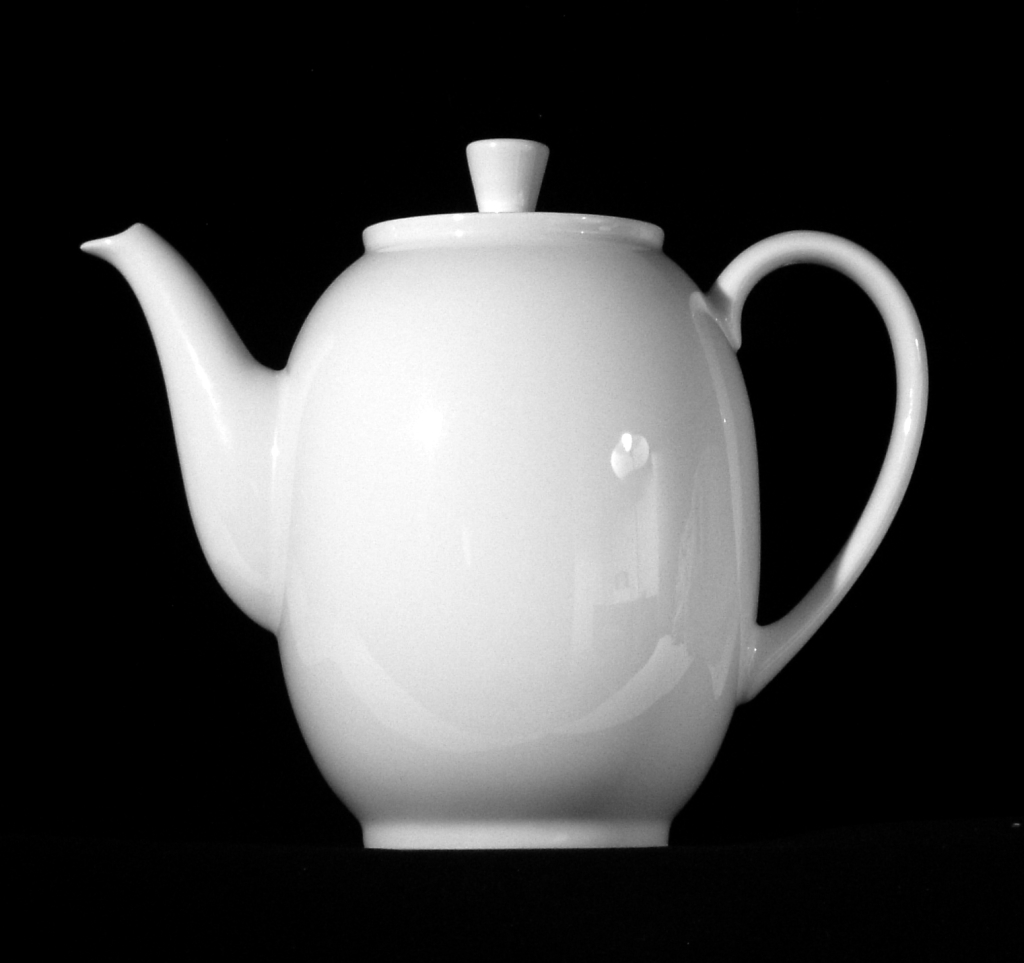
Kaffeekanne Form 1382 von Hermann Gretsch

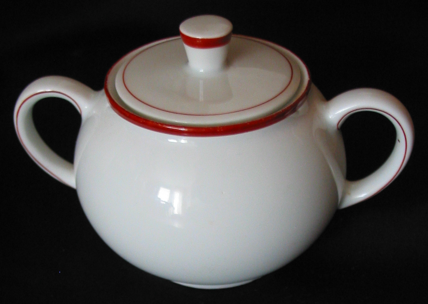
Zuckerdose Form 1382 mit Rotrand von Hermann Gretsch

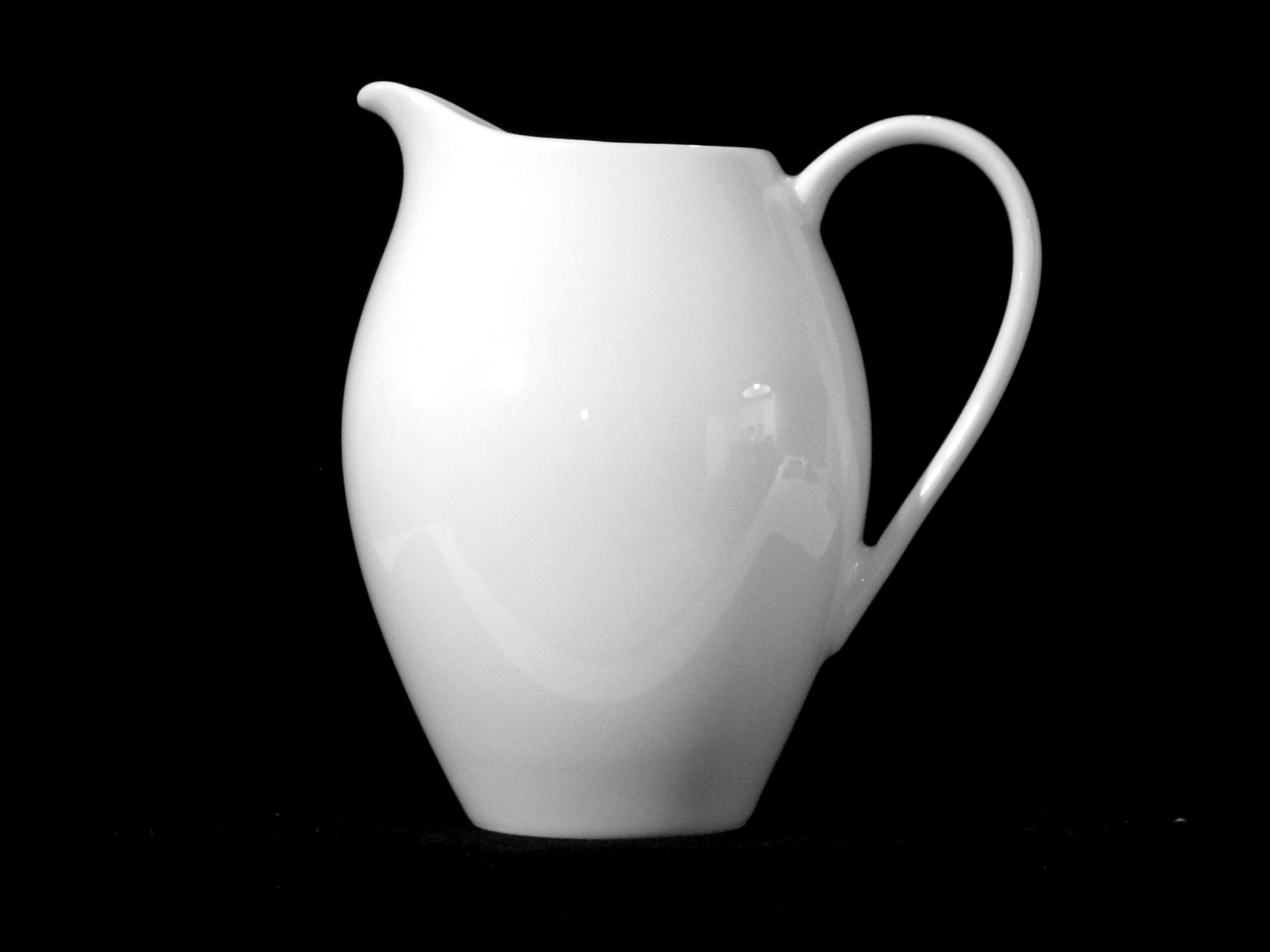
Wasserkrug Form 2000 von Heinrich Löffelhardt

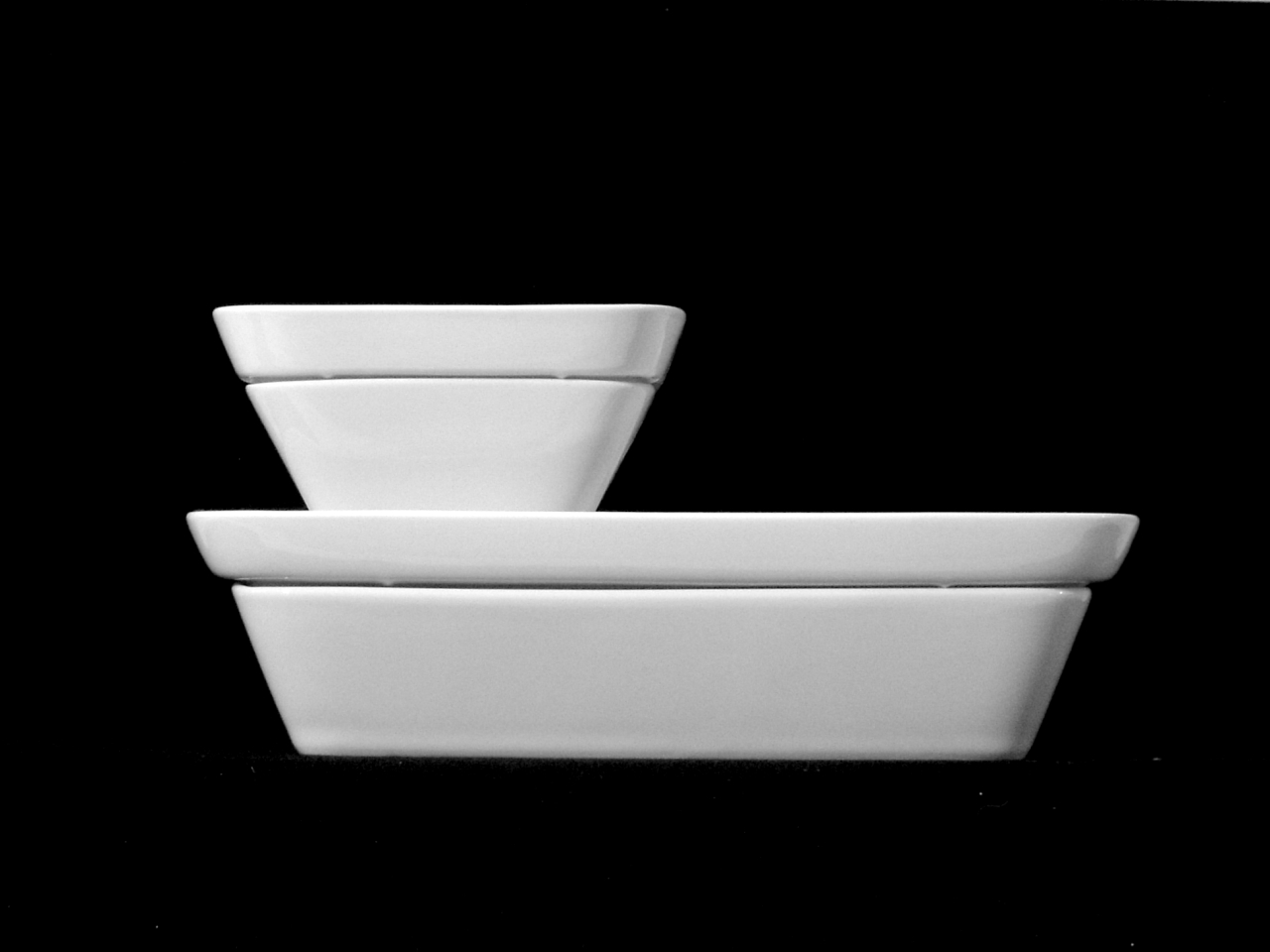
Schalensatz "1100" von Heinrich Löffelhardt

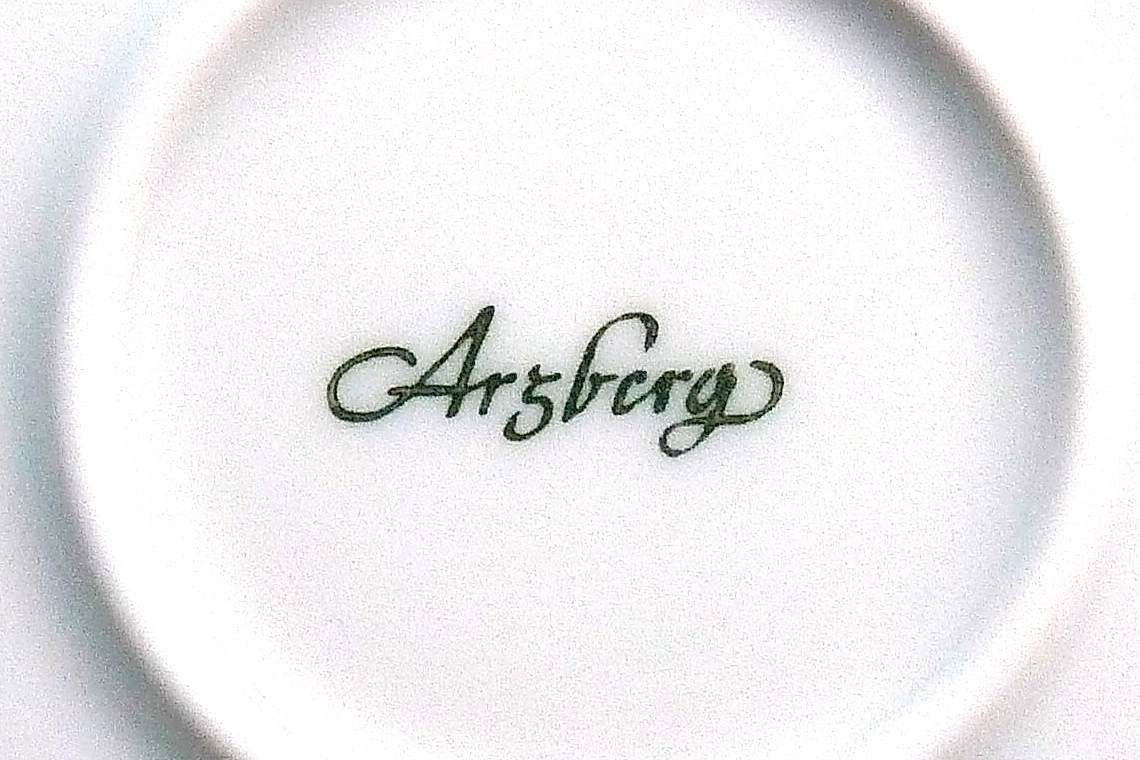
Bodenmarke der Ära Löffelhardt

## Porzellanfabrik Arzberg
1872 hatte Heinrich Schumann eine Tonwarenfabrik in Arzberg gegründet. Nach dem Bau einer Bahnlinie von Marktredwitz über Arzberg und Schirnding nach Eger wurde sie 1881 als Porzellanfabrik neu gegründet. Der Sohn des Gründers, Christoph Schumann, verkaufte die Fabrik 1892 an Theodor Lehmann. 1903 wechselte die Arzberger Fabrik erneut den Eigentümer: Sie wurde als Abteilung der Schönwald AG weitergeführt. Theodor Lehmann blieb bis zu seinem Tod 1908 Direktor der neuen Firma mit zwei Werken. Die Schönwald AG ging infolge wirtschaftlicher Zwänge 1927 an den Kahla-Konzern. Arzberg konnte seinen eigenständigen Handlungsspielraum bewahren und erreichte in den 1930er Jahren große Bekanntheit. Mit der deutschen Teilung ab 1945 beschränkte sich der Westteil des Konzerns auf die Fabriken in Arzberg, Schönwald, Schwandorf und Wiesau. 1972 fusionierten Kahla und die Hutschenreuther AG. 1997 wurde der Standort Arzberg an die Winterling AG verkauft, aber schon im Jahr 2000 an die SKV Porzellan-Union GmbH (aus Schirnding, Kronester, Vohenstrauß) weitergegeben. Wenig später wurde das Werk in Arzberg stillgelegt.
Die gesamte Produktion fand nun in dem nur wenige Kilometer entfernten Ort Schirnding statt. 2001/03 kam der renommierte Name Arzberg zu neuen Ehren, als sich die SKV Porzellan-Union erst in SKV Arzberg-Porzellan-GmbH und schließlich in Arzberg Porzellan GmbH umbenannte. Am 23. Januar 2013 meldete die Arzberg Porzellan GmbH Insolvenz an. Den Markennamen Arzberg, alle damit verbundenen Rechte und die Warenbestände erwarb im August 2013 die Rosenthal GmbH. 2024 wurde die Marke durch den Rosenthal Konzern eingestellt. 

## Produktion
Die Theodor Lehmann Porzellanfabrik stellte hauptsächlich historisierende Formen her, dann auch modische Entwürfe im Jugendstil. Mit der Unterordnung unter Schönwald spezialisierte Lehmann den Standort Schönwald auf Hotelporzellan, während Arzberg hauptsächlich Gebrauchsgegenstände für den Privathaushalt produzierte. Arzberg machte sich nun einen Namen als Hersteller von durchbrochenem Porzellan.

### Ära Gretsch
1930 kam es zu ersten Kontakten zwischen Arzberg-Direktor Fritz Kreikemeier (28. Januar 1890 – 9. April 1945, 1934–1945 Direktor der Porzellanmanufaktur Fürstenberg) und Hermann Gretsch. Gretsch entwarf die „Form 1382“, die 1931 eingeführt wurde. Der Markterfolg des nüchternen Geschirrs blieb zunächst aus.
Die neue Linie zahlte sich nach einigen verlustbehafteten Jahren ab 1935 aus. Gretschs Ansichten standen nicht nur im Einklang mit dem vom NS-Regime geförderten Geschmack, Gretsch prägte die offiziellen Empfehlungen des Amtes Schönheit der Arbeit in seinem Sinne mit. 1939 wurde die komplette Produktion der Fabrik Arzberg auf die neue Linie umgestellt. Gretsch entwarf nun nicht nur Porzellanformen, sondern konzipierte auch den Außenauftritt der Firma in Form von Werbeartikeln und Musterschauen.
1945 wurde das Werk durch Kriegseinwirkungen teilweise zerstört. Als Folge des Krieges lag die Stadt Arzberg jetzt nahe der innerdeutschen Grenze; wichtige Rohstofflieferungen aus Thüringen waren nicht mehr möglich. Der Wiederaufbau geschah somit unter erschwerten Bedingungen.

### Ära Löffelhardt
Nach Gretschs überraschendem Tod 1950 konnte der damalige Kahla-Vorstand Emil Geißenhöner Heinrich Löffelhardt 1952 als Nachfolger gewinnen. Unter seiner künstlerischen Leitung entstanden in den folgenden Jahrzehnten sehr erfolgreiche und prämierte Entwürfe. Im Auftrieb des Wirtschaftswunders wurden sie stilbildend. 1954 kam Löffelhardts „Form 2000“ auf den Markt, die sofort sehr erfolgreich lief und Ende der 1960er Jahre in einer Sonderedition für das Bundeskanzleramt bestellt wurde.
1955 reichten die Kapazitäten der Fabrik nicht mehr, so dass der Kahla-Konzern für die Produktion ein neues Werk in Schwandorf errichten ließ. In der Folge wurde in den 1960er Jahren auch das Werk in Arzberg modernisiert und erstmals mit Tunnelbrandöfen ausgestattet. In den späten 1960er Jahren und in den 1970ern kam es zu einer weiteren Krise, in deren Folge Kahla und Hutschenreuther 1972 fusionierten und fortan als Hutschenreuther AG firmierten. Die Fabrik Arzberg behielt jedoch ihren eigenen Namen und ihre Marke.

### Stilsuche und letzte Erfolge
Ab den 1970er Jahren gab es keinen künstlerischen Leiter mehr, vielmehr wurden freie Designer mit Entwürfen beauftragt. Der Schweizer Hans Theo Baumann, zuvor Präsident des Verbandes Deutscher Industriedesigner (VDID), schuf die Service „3000“, „4000 – Donau“, „5000 – Turku“, „5500 – Brasilia“, „6500 – Hellas“ und „7000 – Delta“, dazu Vasen und weiteres Tischgeschirr. Bekanntestes Beispiel ist vermutlich die Form 3000 im orange-roten Dekor „Sizilia“.
Andere Entwerfer waren Marianne Westman, Werner Bünck, Hans-Wilhelm Seitz, Christel Holmgren-Exner, Ulrike Umlauf-Orrom, Heinz G. Pfaender, Ulrike Bögel, Lutz Rabold, Matteo Thun-Hohenstein und Nikolaus Müller-Behrendt. In den späten 1980er und frühen 1990er Jahren kehrte man von den in rascher Folge präsentierten Neuheiten zu den bewährten Formen zurück und straffte die Produktpalette.
Die Arzberg Porzellan GmbH (ab 2003) in Schirnding bot immer noch die Klassiker „Form 1382“ und „Form 2000“ an. Hinzu traten noch einmal zwei mehrfach preisgekrönte Service: „Form 2006“ von Peter Schmidt und „Gourmet“ von Heike Philipp.
Aus der Insolvenzmasse des Unternehmens kaufte Rosenthal 2013 die Marke „Arzberg“ einschließlich aller Formen und Lagerbestände. Der neue Eigentümer will Produktion und Vertrieb von Arzberg-Porzellan fortführen. Die Produktionsstätte in Schirnding wurde geschlossen.
Im Jahr 2024 verlautbarte Rosenthal, die Marke „Arzberg“ nicht mehr weiterzuführen; auf der Arzberg-Webpräsenz wurde bekanntgegeben: „Die Traditionsmarke Arzberg ist bereits seit 2013 eine Marke der Rosenthal GmbH. Anders als die Marken Rosenthal und Thomas konnte sich Arzberg leider auf dem international stark umkämpften Porzellanmarkt nicht ausreichend etablieren.“ Mit Beginn des Aprils 2024 wurden die Formen „Tric“ und „Cucina“ der Rosenthal-eigenen Marke „Thomas“ zugeschlagen. „Form 1382“ und die Serie „Joyn“ laufen fortan unter der Bodenmarke „Rosenthal“.

## Bodenmarke
Ab 1928 zeigte die Bodenmarke den vollen Schriftzug „Arzberg“, bis 1946 auch mit Krone, Wappen und dem Zusatz „Bavaria“. Dann gab es den geschwungenen Schriftzug „Arzberg“, der in den 1970er Jahren und wieder ab 2000 der Druckschrift wich.